# Knoxville Ice Bears
Knoxville Ice Bears je profesionální americký klub ledního hokeje, který sídlí v Knoxvillu ve státě Tennessee. Založen byl v roce 2002. Do profesionální SPHL vstoupil v ročníku 2004/05. Před vstupem do SPHL působil v Atlantic Coast Hockey League a South East Hockey League. Své domácí zápasy odehrává v hale Knoxville Civic Coliseum s kapacitou 6 500 diváků. Klubové barvy jsou černá, fialová a oranžová.
Jedná se o rekordního čtyřnásobného vítěze SPHL (sezóny 2005/06, 2007/08, 2008/09 a 2014/15).

## Úspěchy
- Vítěz SPHL ( 4× )
  - 2005/06, 2007/08, 2008/09, 2014/15

## Přehled ligové účasti
Zdroj: 
- 2002–2003: Atlantic Coast Hockey League
- 2003–2004: South East Hockey League
- 2004– : Southern Professional Hockey League